# Frusen Glädjé
Frusen Glädjé var på 1980-talet ett glassmärke på den amerikanska marknaden. Det lanserades 1980 av en Richard E. Smith.  Märket växte snabbt i popularitet och distribuerades i 10 stater 1981, för att 1982 täcka samtliga 50 stater i USA. 1985 sålde Smith varumärket Frusen Glädjé till Kraft General Foods. Senare försvann det från marknaden.

## Foreign branding
Namnet Frusen Glädjé, på en något misshandlad svenska, är ett typexempel på så kallad foreign branding. Varumärken ges namn som antyder ett annat ursprung än det verkliga.